# Discographie de Koffi Olomidé
Cette page recense la discographie de l'artiste congolais Koffi Olomidé.